# Украденное счастье (фильм, 1952)
«Украденное счастье» (укр. Украдене щастя) — украинский художественный фильм-спектакль, экранизация одноимённой пьесы Ивана Франко «Украденное счастье» в постановке Киевского Государственного ордена Ленина Академического Украинского драматического театра им. Ивана Франко. Фильм срежиссирован Гнатом Юрой и произведён на Киевской киностудии художественных фильмов по заказу Центральной студии телевидения.
Фильм впервые был продемонстрирован в 1952 году.

## Творческий коллектив
- Главный режиссёр театра: Гнат Петрович Юра
- Художник: Мориц Уманский
- Композитор: Наум Пруслин[укр.]
- Режиссёр фильма: Исаак Шмарук
- Оператор: Владимир Войтенко

## Актёрский состав
- Амвросий Максимилианович Бучма — Николай Задорожный
- Наталья Михайловна Ужвий — Анна
- Виктор Николаевич Добровольский — Михаил Гурман
- Николай Фёдорович Яковченко — Войт, деревенский староста
- Нонна Кронидовна Копержинская — соседка
- Варвара Филипповна Чайка[укр.] — соседка первая

## Критика
Критик И. Киселёв в своей рецензии на страницах газеты «Известия» написал: «История, рассказанная в „Украденном счастье“, хотя и ограничивается личными взаимоотношениями трёх человек, воспринимается как подлинная социальная трагедия». По его мнению, постановщику спектакля Гнату Юре, исполнителям главных ролей, Амвросию Бучме, Наталии Ужвий, Виктору Добровольскому «удалось верно истолковать пьесу, как истинную народную трагедию». Киселёв писал: «В фильме-спектакле воскрешены мрачные страницы безвозвратно ушедшего прошлого западных областей Украины. Счастье, украденное у народа, возвращено ему в осенние дни 1939 года. И на тех землях, где некогда мучились, страдали, проливали слёзы замороженные, сейчас расцветает свободная, счастливая советская жизнь».